# Alfons Plantagenet
Alfons Plantagenet (ur. 24 listopada 1273 w Bajonnie, zm. 19 sierpnia 1284 w Windsorze), syn Edwarda I Plantageneta, króla Anglii, i Eleonory, córki Ferdynanda III Świętego, króla Kastylii. Starszy brat króla Edwarda II.
Urodził się w Bajonnie, podczas powrotu swojego ojca z wyprawy krzyżowej do Palestyny. Imię otrzymał na cześć swojego wuja, króla Kastylii Alfonsa Mądrego. W 1274 r. zmarł starszy brat Alfonsa, Henryk, i Alfons został następcą tronu. Zmarł w 1284 r., niedługo po narodzinach swojego młodszego brata, Edwarda. Został pochowany w Opactwie Westminsterskim.
Przez wiele lat uważano, że Alfons nosił tytuł hrabiego Chester. Pogląd taki narodził się w XVII w. Wziął się on z tego, że król Edward III ustanowił w 1338 r. tytuł hrabiego Chester, jako jeden z tytułów następcy tronu. Nie ma jednak żadnych informacji, aby ten tytuł nadał Edward I. Książę Alfons nigdy też nie jest tytułowany hrabią Chester. Przez całe życie nosił tytuł lorda Alfonsa (the Lord Alphonso).